# Brephos moldaenkei
Brephos moldaenkei là một loài bướm đêm trong họ Noctuidae.